# National Soccer League - Chicago
National Soccer League - Chicago amerykańska liga amatorska piłki nożnej z Chicago. Składa się z 3 klas rozgrywkowych w tym z ligi dla oldboyów. Pierwsza liga (Major Division)gromadzi 12 zespołów. W drugiej lidze (First Division) występuje 12 zespołów. 3 liga (Second Division) dzieli się na dwie grupy niebieską (Blue Section) i czerwoną (Red Section).Drużyny oldboyów rozgrywają swoje mecze w Over 30 Division podzieleni na dwie grupy czerwoną i niebieską.

## Zwycięzcy od 1938 roku do 2007 roku
- 1938 Chicago Sparta
- 1944 Hakoah Center
- 1948 Vikings
- 1949 PAAC
- 1950 Polish Eagles
- 1951 Slovak
- 1952 Slovak
- 1953 Ukrainian Lions
- 1954 (tie) Polish Eagles, Ukrainian Lions and Slovak
- 1955 Schwaben
- 1956 (tie) Polish Eagles, Ukrainian Lions and Schwaben
- 1957 Schwaben
- 1958 Schwaben
- 1959 Schwaben
- 1960 Schwaben
- 1961 Maroons
- 1962 Maroons
- 1963 Schwaben
- 1964 Kickers
- 1965 Hansa
- 1966 Kickers
- 1967 Schwaben
- 1968 Kickers
- 1969 Olympic
- 1970 Olympic
- 1971 Croatans
- 1972 Maroons/Ukrainian Lions (division winners)
- 1973 Croatian
- 1974 Ukrainian Lions
- 1982 Schwaben
- 1990 Schwaben
- 2004 Winged Bull
- 2005 Jahbat F.C.
- 2006 RWB Adria
- 2007 RWB Adria

## Major Division- zespoły
- B-H Lilies
- CKS Warta Chicago
- Deportivo Colomex
- Deportivo Meridienne
- Gazelle SC
- HNNK Hrvat
- Honduras SC
- Jahbat FC
- KF Ulqin
- Royal Chicago FC
- RWB Adria
- SAC Wisła Chicago

## First Division- zespoły
- Albanian Stars
- CKS Warta B
- Das Magic
- FC Steaua Chicago
- FC Romania
- FK Republika Srpska
- Khaboor FC
- Lemont FC
- Stare Byki FC Blue
- Stare Byki FC Red
- West Indies Jets

## Red section
- Deportivo Colomex B
- FK Podrinje
- GR-04
- Lemont FC Reserves
- Turkish FC
- West Bosnia SC

## Blue section
- CD Taximaroa
- Chicago Dynasty FC
- FC Kosova
- Juanacatlan
- Mythos FC
- Real Independiente
- Ultras FC

## Red Section
- Arabian FC
- Jahbat FC
- Lake Shore A
- Lake Shore B
- West Indies Jets

## Blue Section
- Gato Verde
- Hellenic United
- SAC Wisła Chicago
- Stare Byki FC
- Tanners SC